# Fairmined

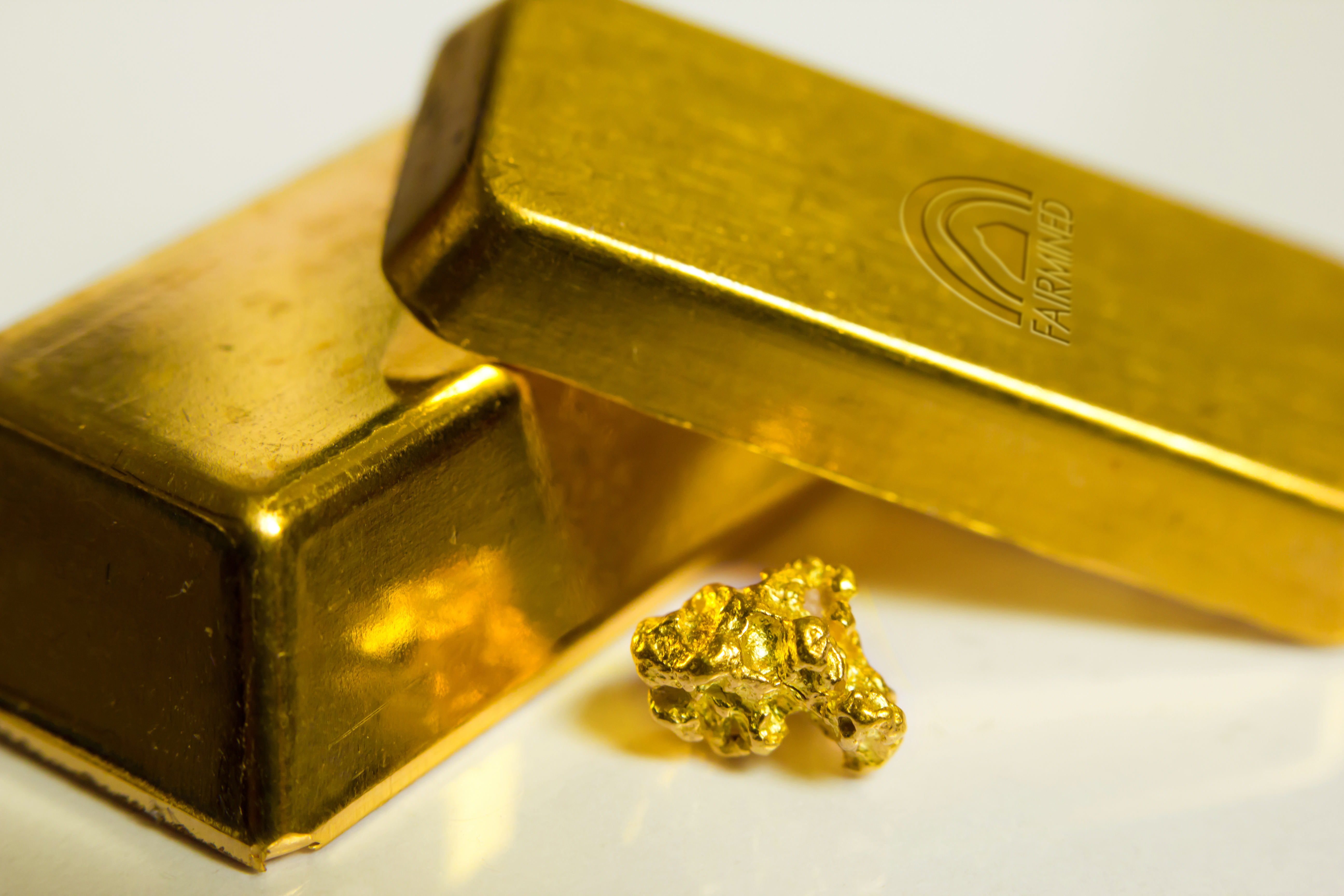
Barras de oro Fairmined y pepitas de oro.

Fairmined es un sello de aseguramiento que certifica oro y metales preciosos asociados provenientes de organizaciones mineras artesanales y de pequeña escala que desarrollan prácticas éticas. Fairmined transforma la minería en una fuerza activa de bienestar, ofreciendo a la industria oro del cual estar orgulloso.  
El objetivo de Fairmined es garantizar prácticas más respetuosas con el medio ambiente, mejores condiciones de trabajo para mineros y mineras, y aportar al desarrollo de comunidades mineras. Esto es posible gracias al estándar de minería justa Fairmined.
También tiene como objetivo proveer al mercado con oro certificado proveniente de un origen ético, en una lógica de comercio justo. Todos los actores que compran oro certificado apoyan la transformación del sector de la minería artesanal y de pequeña escala.

Fairmined es una iniciativa creada en el año 2004 por la Alianza por la Minería Responsable (ARM), una organización sin ánimo de lucro reconocida a nivel global como líder y pionera en el sector de la minería artesanal y de pequeña escala. 

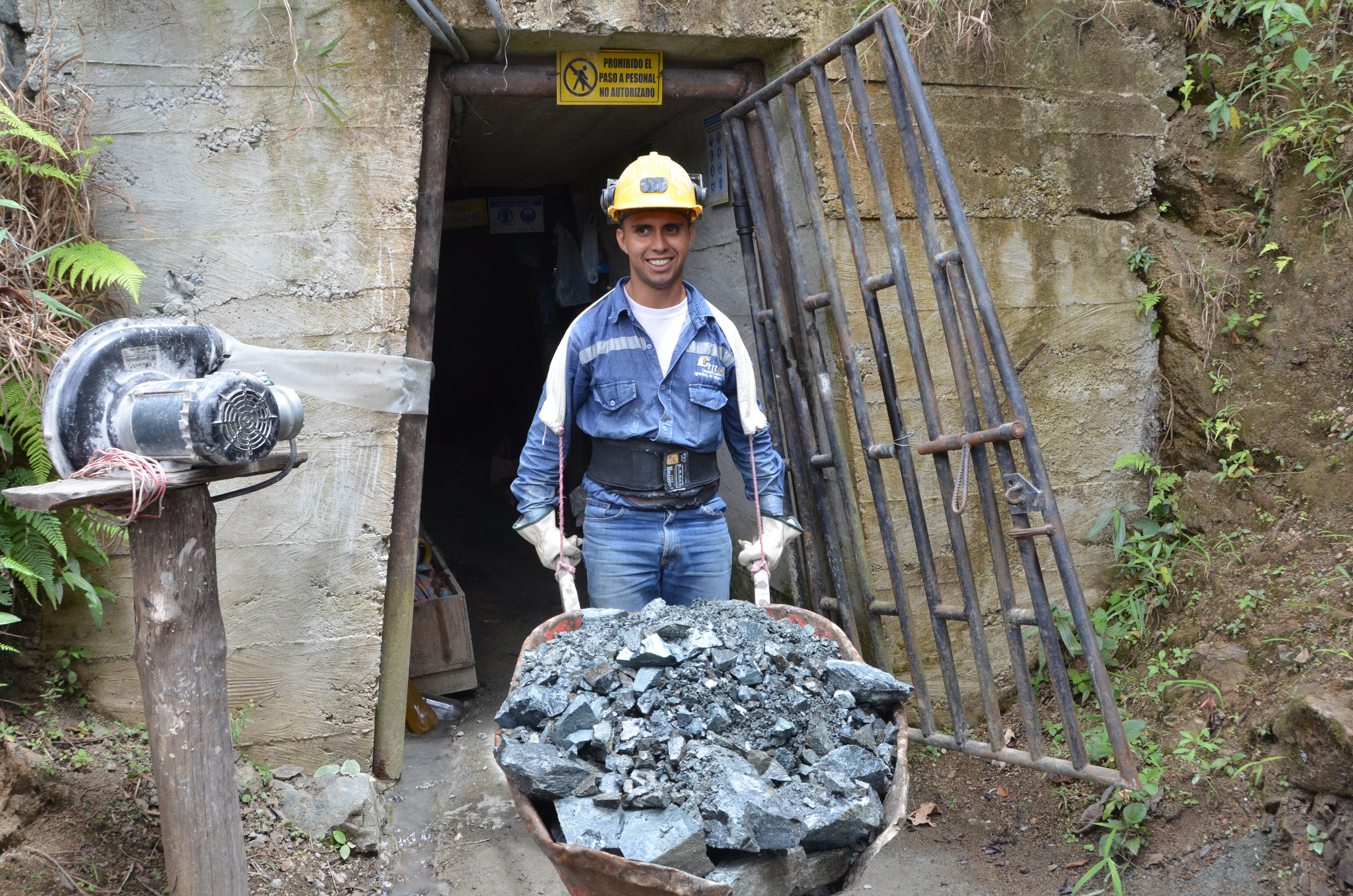
Trabajador de organización minera certificada con el Estándar Fairmined, transportando el mineral.

## Objetivo
Durante siglos, el oro se ha asociado con la riqueza, los triunfos, el glamur y el romanticismo. La actividad minera del oro se desarrolló con fuerza desde el siglo XIX en adelante, con la llamada fiebre del oro en las zonas auríferas. Las nuevas técnicas han mejorado la eficiencia de la explotación de las vetas de oro, introduciendo, en particular, el uso de cianuro y/o mercurio. Pero la imagen de la extracción de oro también se ha visto empañada por las prácticas ilegales en torno a esta actividad, por la contaminación con metales pesados, por el impacto ecológico en las zonas de extracción y por las prácticas sociales sin escrúpulos de la industria minera.
En la década de 1980, uno de los informes más famosos del fotógrafo franco-brasileño Sebastião Salgado, titulado Mina de oro de Serra Pelada, conmovió al mostrar el diario en una mina de oro en el Amazonas, donde trabajadores y trabajadoras cavan en el barro para extraer el metal precioso Otras encuestas y documentales han destacado las condiciones para la extracción de oro, que han cambiado poco desde el siglo XIX.
A nivel mundial, el sector de la minería artesanal y de pequeña escala extrae el 20% del oro producido y es el sustento para aproximadamente 150 millones de personas.  
Fairmined trabaja por eliminar las malas prácticas dentro del sector y las percepciones negativas que esto crea. Para esto, promueve el desarrollo sostenible de organizaciones mineras artesanales y de pequeña escala, aplicando los principios del comercio justo al proceso de extracción y comercialización de este mineral: precios justos y rentables para los productores, asociación comercial a largo plazo, el fortalecimiento de las habilidades organizativas y técnicas de las organizaciones mineras artesanales, el respeto de los convenios de la Organización Internacional del Trabajo, en particular sobre las condiciones de trabajo, la salud, la seguridad de los trabajadores o el trabajo infantil. El cumplimiento de los requisitos de la certificación se verifica periódicamente mediante auditorías realizadas por terceros.
Este enfoque también tiene en cuenta la trazabilidad desde la mina hasta las joyerías; un tema complejo para el oro, que puede purificarse, fundirse o amalgamarse.

## Historia
La iniciativa Fairmined fue desarrollada por la Alianza para la Minería Responsable (ARM), una organización sin fines de lucro creada en 2004, quien lanzó la primera versión del estándar Fairmined. Después de una asociación con Fairtrade Label Organization (FLO), una asociación que establece iniciativas de comercio justo, en 2009 se publicó una versión común de certificación llamada Fairtade y Fairmined Gold, basada en estándares ambientales y sociales. 
Luego, después de la separación de FLO y ARM, en abril de 2014, ARM hizo pública la versión 2.0 del estándar Fairmined. En la década de 2010, los diseñadores y casas de joyería, como Chopard, JEM (Jewellery Ethical Minded), el grupo Kering y Ana Khouri, eligieron el oro certificado de Fairmined para algunas joyas o para la totalidad de sus colecciones, como parte de su modelo de abastecimiento.
Durante la misma década, se empezaron a producir objetos particularmente simbólicos con oro certificado Fairmined como la Palma de Oro en el Festival de Cine de Cannes, desde 2013; la medalla del Premio Nobel de la Paz desde 2015; el Laurel Olímpico otorgado en la ceremonia de apertura de los Juegos Olímpicos de Verano 2016 en Río, o de varias casas de monedas europeas como la Monnaie de Paris.

## Los límites del enfoque
El proceso aún es embrionario: en 2020, hay diez organizaciones mineras artesanales y de pequeña escala certificadas Fairmined y aproximadamente 1.4 toneladas de oro certificado vendido al mercado justo internacional.
El proceso de certificación Fairmined se realiza de manera voluntaria por parte de las organizaciones mineras y actores de la industria. La industria minera global se está volviendo cada vez más consciente de la necesidad de abordar los problemas de desarrollo sostenible, pero los objetivos a corto plazo a menudo superan la lógica de la responsabilidad social. La existencia de la certificación Fairmined es un paso importante dentro de la industria del oro y un objetivo ambicioso. Sin embargo, también se considera necesario un marco regulatorio internacional más restrictivo.